# Kleidí (ort i Grekland, Grekiska fastlandet)
Kleidí (Kleidi) är en ort i Grekland.   Den ligger i prefekturen Nomós Voiotías och regionen Grekiska fastlandet, i den sydöstra delen av landet, 30 km norr om huvudstaden Aten. Kleidí ligger 212 meter över havet och antalet invånare är 368.
Terrängen runt Kleidí är kuperad åt sydväst, men åt nordost är den platt. Runt Kleidí är det ganska glesbefolkat, med 43 invånare per kvadratkilometer. Närmaste större samhälle är Vasilikón, 19,1 km nordost om Kleidí. Trakten runt Kleidí består till största delen av jordbruksmark.